# Clerodendrum elmeri
Clerodendrum elmeri là một loài thực vật có hoa trong họ Hoa môi. Loài này được Merr. mô tả khoa học đầu tiên năm 1929.